# Pink Panther band
Pink Panther band je glazbeni sastav iz Splita, Hrvatska. Imaju petero članova. Svi su školovani glazbenici s dugogodišnjim iskustvom u nastupima po Hrvatskoj i inozemstvu. Sastav je poznat po koncertnim, revijskim (Revija Urbane KulturE – Evo RUKE!) i festivalskim nastupima, izvodeći spletove svjetskih pop i rock hitova.

## Povijest
Djeluju od 2000. godine.

## Članovi
Ivan Komić je profesor glazbenog odgoja. Svira klavijature, trubu i pjeva vokalne dionice. Surađivao je sa Željkom Bebekom, Nenadom Vetmom, Oliverom Dragojevićem te inim estradnim imenima. Dobio je nagrade na festivalima kao aranžer i producent.
Branimir Beneš je profesor gitare na splitskom Glazbenom učilištu. U sastavu je od samih početaka. Svira gitaru i djeluje kao odličan vokal. Surađivao i nastupao s brojnim glazbenicima.
Jan Ivelić je bubnjar, skladatelj, aranžer i producent. Od 2001. je u zagrebačkom 4Funk bandu. Svirao s funk legendom Dinom Dvornikom s kojim je surađivao do 2002. godine. Sa splitskim hip-hoperima TBF-om surađivao je od 2004. do 2008. godine, a među ostalim je aranžmanski sudjelovao dvama im najuspješnijim albumima: Maxon universalu i Galeriji Tutnplok. Sudionik bubnjarskog seminara 2009. u Grožnjanu. Pobijedio je na audiciji/natjecanju za trotjedni intenzivni tečaj škole bubnjanja u NY na Drummers Collectiveu. Sudci su bili velika svjetska bubnjarska imena kao što su Bill Bruford, Horacio Hernandez i Pete Lockett. Od 2008. je surađivao s Oliverom Dragojevićem. S njime je svirao na prestižnom koncertu 2010. u poznatom glazbenom hramu Royal Albert Hallu, te nastupao po Australiji, Kanadi i Americi.
Tomislav Pavela je basist. Glazbeno je iskustvo stekao u sastavima s kojima je surađivao i sam stvarao. Ljubav prema glazbi njeguje od djetinjstva.
Nataša Reić Matković je vokalistica. Od ranih dana je stjecala pjevačko iskustvo u KUD-u Jedinstvu. Pjevala je po zborovima i dječjim festivalima gdje je bila nagrađivana. 15 je godina bila prateća vokalistica radeći s Doris Dragović. Zajednički su nastup su okrunile Natašinim gostovanjem u Lisinskom i Spaladium Areni kao njenom posebnom gošćom. Članicom je orkestra Joška Banova postaje 2010. godine. I ina poznata imena hrvatske estrade surađivali su s njome: Zorica Kondža, Oliver Dragojević, Dražen Zečić, Gianni Stipaničev i Gibonni.

## Vanjske poveznice
- Službene stranice na Facebooku